# Anisonychus melanopterus
Anisonychus melanopterus es una especie de coleóptero de la familia Attelabidae.

## Distribución geográfica
Habita en la India y Java en (Indonesia).